# Alexia Bomtempo
Alexia Bomtempo é uma cantora e compositora norte-americana.

## Biografia
Alexia Bomtempo, é filha de pai brasileiro e mãe norte-americana.

## Discografia
- I just happen to be here
- Astrolábio